# Metriocnemus albipennis
Metriocnemus albipennis är en tvåvingeart som först beskrevs av Jean-Jacques Kieffer 1916.  Metriocnemus albipennis ingår i släktet Metriocnemus och familjen fjädermyggor.
Artens utbredningsområde är Sverige. Inga underarter finns listade i Catalogue of Life.